# 麦利和
麦利和（Robert Samuel Maclay，1824年2月7日－1907年8月18日），美国基督教美以美会传教士。

## 生平
1824年2月7日，麦利和出生在美国宾夕法尼亚州富兰克林县的康科德，弟兄姐妹9人。父亲罗伯特·马克莱出身于长老会家庭，后来却成为一名热心的美以美会传道人，也是民主党的支持者；母亲是来自北爱尔兰的移民。
1841年秋，麦利和进入迪金森学院（Dickinson College），在校期间受到约翰·麦克林托牧师的强烈影响。1845年7月10日，麦利和从迪金森学院毕业，获得文学士学位，发表的毕业演讲题为“The Rule and End of Life”。3年后，又获得硕士学位。一年后，麦利和在美以美会的巴尔的摩大会上被按立为牧师。不久，1847年9月10日，麦利和被选定为前往中国的传教士。10月12日，麦利和登上“保罗·琼斯”号前往中国，经过6个月的航行，于1848年4月12日到达目的地中国福州。1850年7月10日，麦利和与Henrietta Caroline Sperry在香港结婚。一年以后他们有了第一个孩子Eleanor Henrietta Maclay。麦利和夫妇一共生了5个儿子和3个女儿，其中6人都出生在东亚，不过，他们有4个孩子在幼年由于伤寒或其他疾病而夭折。 
麦利和到达福州以后，为了方便传教，开始潜心学习研究福州话。他和美国公理会差会的摩嘉立牧师合作编撰了《福州方言拼音字典》（The Alphabetic Dictionary in the Foochow Dialect, 1870）和《榕腔初学撮要》（Manual of the Foochow Dialect, 1871），是把新约全书翻译成福州话的委员会成员之一。此外，他还曾担任福州教团的总监和司库。他筹建了教堂福州天安堂，曾任福州美华书局主理。
1857年7月14日，在美以美会到福州传教10年之后，麦利和为该会在东亚地区的第一名信徒，長樂人陳安施行洗礼。
麦利和的传教事业并不仅仅局限于中国。1870年，他写信回过，请求差会前往日本建立布道事业。1872年，当麦利和回美国休养时，他发表了一篇关于教会的责任与机会的富于感染力的演讲。监督们一致赞成任命麦利和负责日本传教事宜。1873年，麦利和夫妇抵达日本横滨。8月，几位传教士聚集在横滨麦利和住所，成立了日本差会，然后分别前往4个日本城市，麦利和则留在横滨总部。麦利和用了一年时间学习日语。1874年6月召开了第一次年会，麦利和在报告中提到进展的迹象，例如已经在横滨建立了小礼拜堂。1875年，麦利和的报告中提到在日本已经建立了第一座教堂和主日学，出席人数相当之多。1876年举行了第三次年会，麦利和报告了已经有超过100名日本信徒受洗加入教会，还有同样数目的慕道者，还报告了教会学校的建立情况和基督教著作的翻译情况，并且展示了他用日语讲道和进行记录的能力。1884年，在日本已经有超过1000名信徒。 
1879年，麦利和的妻子卡罗琳在横滨的一次礼拜仪式中弹风琴时突发脑溢血，不久去世。她埋葬在横滨的一个公墓。1881年，麦利和在日本的传教事业遭到进一步的打击，他的医生要求他必须回国休养。这时，他前往福州，在仓山创办了鹤龄英华书院。1882年6月6日，他与Sarah Ann Barr结婚，他们没有生育子女。在进行了充分休养之后，麦利和返回日本。1883年，John F. Goucher牧师请麦利和前往朝鲜，调查在那里建立传教机构的可能性。麦利和愉快地接受了这一请求，从横滨起程前往汉城。
1884年6月24日，麦利和到达朝鲜首都首尔
1887年，在东亚地区3个国家传教40年后，麦利和返回美国。
1907年8月18日，麦利和在美国洛杉矶逝世。

## 著作
- 《生活在中国人中间》（Life Among the Chinese，1861年）
- 《榕腔注音字典》（Alphabetic Dictionary of the Chinese Language in the Foochow Dialect，1874年）。